# Christian Hege (Journalist)
Christian Hege (* 20. Dezember 1869 in Bonfeld; † 13. September 1943 in Eichstätt) war ein deutscher mennonitischer Journalist und Historiker.

## Leben
Von 1890 bis 1893 studierte Hege in München Geschichte und Ökonomie und arbeitete anschließend als Wirtschaftsredakteur bei den Frankfurter Nachrichten. Zwei Jahre nach Annahme der Redakteursstelle heiratete Hege Christine Fellmann, die später ebenfalls als mennonitische Historikerin auftreten sollte.
Bereits als Student schrieb Hege erste Artikel für mennonitische Zeitschriften. Mit der historischen Schrift Die Täufer in der Kurpfalz gab Hege 1908 schließlich sein erstes Buch heraus. 1925 entdeckte Hege in Zürich die verloren geglaubte Vermahnung des Täufers Pilgram Marpeck, in welcher Marbeck gegen die spiritualistischen Einflüsse Kaspar Schwenckfelds auftrat. Zusammen mit Christian Neff war Hege auch einer der Initiatoren bei der Gründung des Mennonitischen Geschichtsvereins 1933 in Berlin, dem Hege bis zu seinem Tod als Finanzbeauftragter und Redakteur der Mennonitischen Geschichtsblätter verbunden blieb. Im Jahr 1935 erschien Ein Rückblick auf 400 Jahre mennonitischer Geschichte. Von besonderer Bedeutung blieb jedoch vor allem seine Arbeit als Mitherausgeber und Redakteur des Mennonitischen Lexikons. Hege verfasste selber eine große Zahl an Artikeln. Einen Schwerpunkt bildete hierbei die frühe täuferisch-mennonitische Geschichte.
Hege starb 1943 im bayerischen Eichstätt, in das er kurz zuvor vor den Bomben des Zweiten Weltkrieges geflohen war. Hege lebte ansonsten sein ganzes Leben in Frankfurt am Main. Von seinen vier Kindern überlebte ihn allein seine Tochter Adele.

## Werke (Auswahl)
- Die Täufer in der Kurpfalz, Frankfurt a. M., 1908
- Ein Rückblick auf 400 Jahre mennonitischer Geschichte, Karlsruhe 1935
- Mennonitisches Lexikon (hrsg. gemeinsam mit Christian Neff)